# Stuart Armstrong
Stuart Armstrong, född 30 mars 1992 i Inverness, är en skotsk fotbollsspelare som spelar för Vancouver Whitecaps. Han representerar även Skottlands landslag.